# 聖拉蒙 (聖克魯斯省)
聖拉蒙是玻利維亞的城鎮，位於該國中東部，由聖克魯斯省負責管轄，距離首府聖克魯斯195公里，海拔高度263米，每年平均降雨量約1,000毫米，2010年人口9,434。
16°36′48″S 62°29′56″W / 16.6133°S 62.4989°W